# António III do Congo
António III (António Afonso; ???? – 11 de julho de 1957) foi o manicongo titular entre 1955 até sua morte em 1957. Reinou simbolicamente em São Salvador. 

## Biografia
António Afonso foi eleito após uma crise sucessória que se instaurou após a morte de seu antecessor, o rei Pedro VIII. Seu maior rival foi Manuel Quidito, apoiado pelos nacionalistas e progressistas e sobrinho de Manuel III, o último rei efetivo do Congo. Entretanto, António Afonso era apoiado pela Igreja Católica e pela administração portuguesa. Ele assumiu em 16 de agosto de 1955. 
Ele faleceu em 11 de julho de 1957, onde se instaurou mais uma crise sucessória que gerou uma regência da rainha viúva Isabel Maria da Gama. A regência acabou em 1962 após a subida ao poder de Pedro IX. 